# Мессье, Шарль
Шарль Мессье́ (фр. Charles Messier, МФА (фр.): [ʃaʁl me.sje]; 26 июня 1730, Бадонвиллер, Лотарингия — 12 апреля 1817, Париж) — французский астроном.
Член Парижской академии наук (1770, adjoint astronome), Лондонского королевского общества (1764), иностранный почётный член Петербургской академии наук (1776).
Мессье систематически вёл поиски новых комет. В 1763—1802 годах он открыл 13 комет, в том числе короткопериодическую комету D/1770 L1 (старое обозначение 1770 I), названную позже именем Лекселя. Он также составил каталог туманностей и звёздных скоплений, получивший имя астронома. Первое издание каталога вышло в 1774 году и содержало 45 объектов. Второе издание каталога (1781) содержало 103 объекта. Современная его версия содержит 110 объектов, из которых более 60 открыто самим Мессье.
В честь Мессье названы кратер Мессье на Луне в Море Изобилия и астероид 7359 Мессье.

## Детство и юность

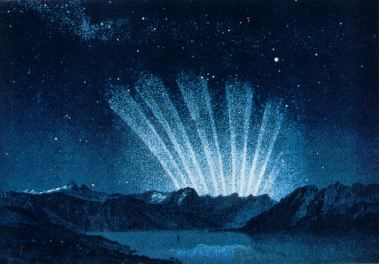
Большая комета 1744 года

Шарль Мессье родился 26 июня 1730 года в Бадонвиллере, который в те годы принадлежал графству Зальм. Его отцом был придворный бейлиф Никола Мессье (1682—1741), а матерью — Франсуаза Мессье. Мессье был десятым ребёнком в семье. Семья Мессье обладала значительным богатством, а также связями в высоких кругах, которые во многом определили карьеру Шарля.
Никола Мессье умер, когда Шарлю было 11 лет. Заботу о семье взял в свои руки старший из детей Мессье, Гиацинт, который был старше Шарля на 13 лет. В то время он работал аукционистом и взял Шарля в ученичество в своей конторе. В задачи Шарля Мессье в основном входила работа с документами. Ученичество дало Шарлю многие умения, оказавшиеся полезными в его будущей карьере: хорошие навыки письма и рисунка, аккуратность и дотошность. Тогда же пробудился интерес Шарля к астрономии: в 1744 году он наблюдал имевшую шесть хвостов комету Шезо, а в 1748 году — кольцеобразное солнечное затмение.
В 1751 году княжество Зальм вошло в состав герцогства Лотарингия, которое также вскоре потеряло свою независимость и стало частью Франции. Друг семьи помог Шарлю Мессье, которому тогда исполнился 21 год, устроиться ассистентом в недавно созданную обсерваторию военно-морского флота в Париже; решающую роль при этом сыграл не интерес Мессье к астрономии, а его навыки каллиграфии.

## 1751—1757. Обсерватория военно-морского флота

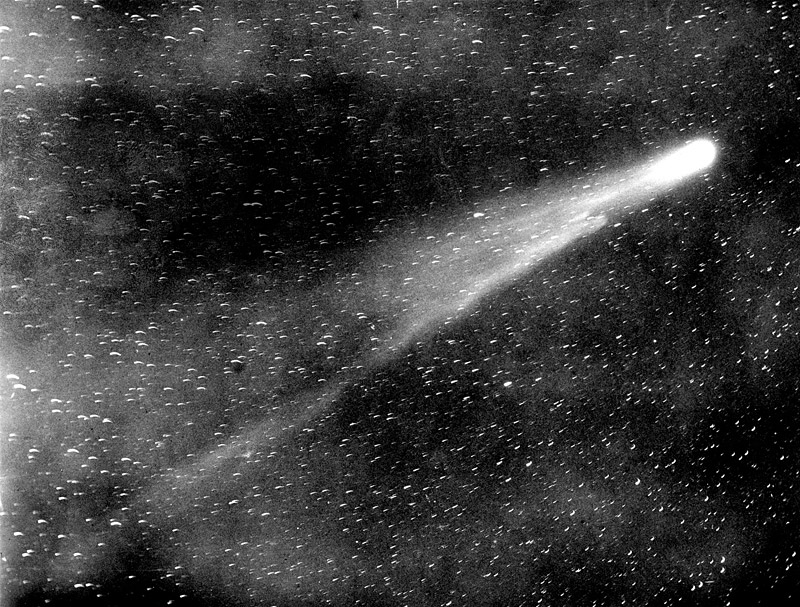
Комета Галлея

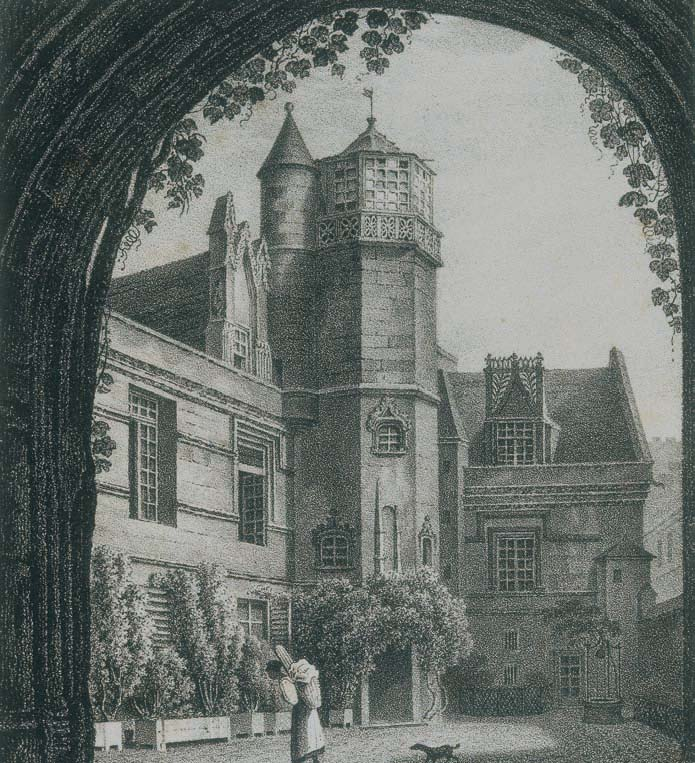
Особняк Клуни

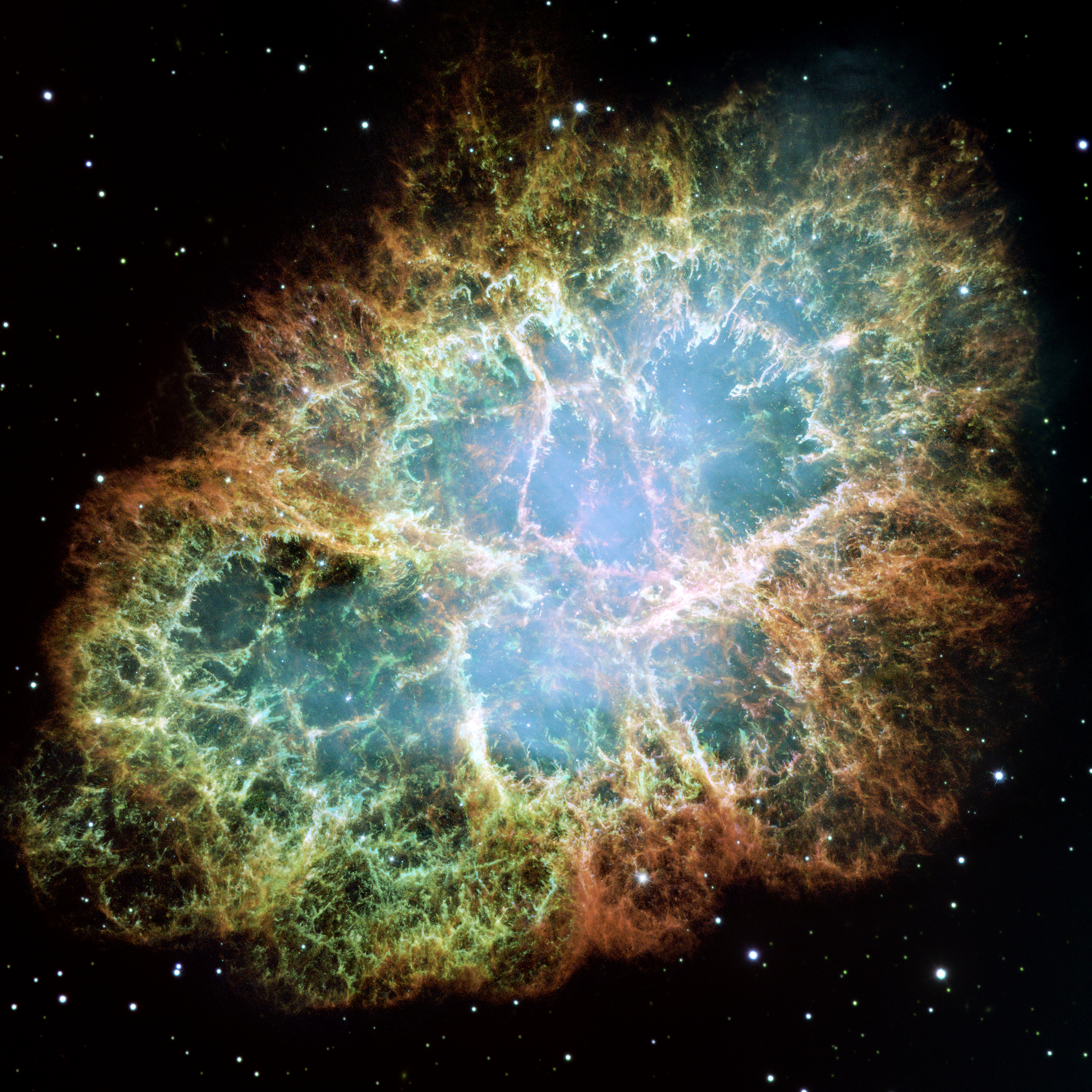
Объект M1: Крабовидная туманность

Обсерватория военно-морского флота представляла собой небольшое учреждение, которое находилось в стороне от основных событий в астрономическом сообществе Франции. Её основателем был Жозеф Никола Делиль (1688—1768), преподаватель математики и астрономии в Королевском колледже Парижа. Обсерватория располагалась в башне особняка Клуни, принадлежавшего военному флоту Франции, напротив Королевского колледжа.
Мессье был хорошо принят семьёй Делиль. Либур, ассистент Делиля, обучил Мессье основам астрономической науки и поручил ему изготовление рукописных копий карт и ведение журнала наблюдений.
Первое астрономическое достижение Мессье оказалось связанным с кометой Галлея. Шарлю была поручена проверка вычислений орбиты этой кометы, сделанных Делилем. С 1758 года он занимался поисками, которые увенчались успехом 21 января 1759 года. Однако Мессье был не первым астрономом, увидевшим комету: 25 декабря 1758 года её обнаружил Иоганн Георг Палич, астроном-любитель из Дрездена. Комета была обнаружена не там, где предсказывал Делиль, вследствие чего Мессье продолжал поиски ещё три месяца после открытия, пока ошибка его наставника не стала очевидной. Мессье опубликовал свои наблюдения, однако длительность задержки заставила других астрономов усомниться в независимости открытия, и эта работа признания астрономического сообщества не получила, что оказалось для Мессье большим разочарованием.
Однако в ходе поисков кометы произошло другое важное событие. В августе 1758 года, наблюдая комету C/1758 K1, открытую де ла Ню, Мессье обнаружил туманность, которую вначале принял за комету. Однако после того, как обнаружилось отсутствие у неё собственного движения, стало ясно, что открытый объект кометой не является. Мессье решил составить перечень подобных объектов, мешавших ему в «охоте за кометами». 12 сентября 1758 года он занёс этот объект в перечень под номером 1. Так было положено начало каталогу Мессье.

## 1759—1770. Ловец комет

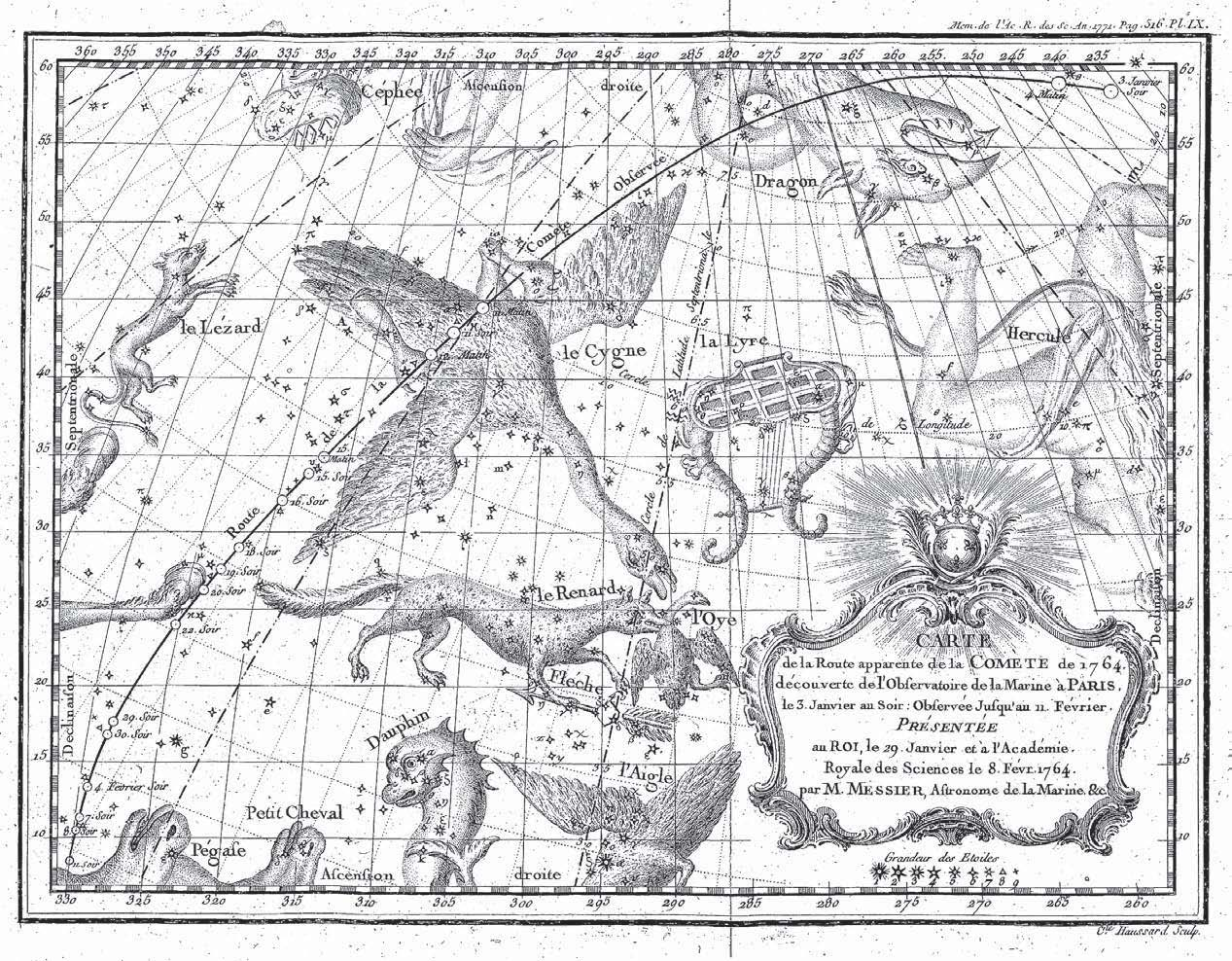
Нарисованная Мессье карта звёздного неба с отмеченной на ней траекторией движения открытой им кометы 1764 года

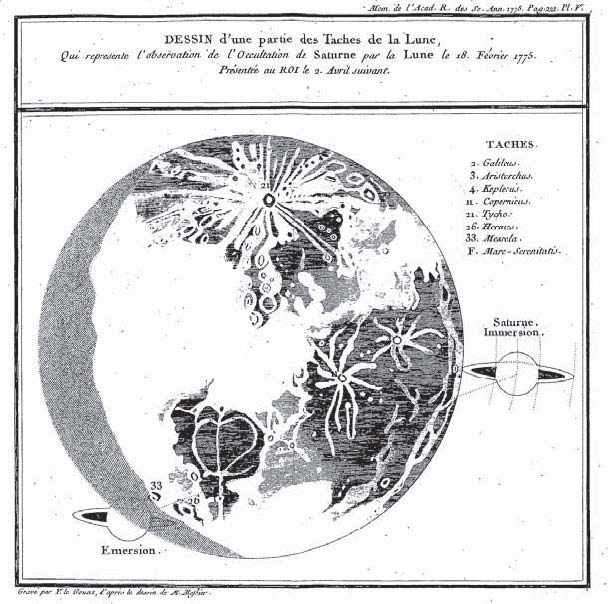
Покрытие Сатурна Луной 18 февраля 1775 года. Зарисовка Мессье.

Несмотря на первую неудачу, наблюдение комет стало настоящей страстью Шарля Мессье. В период с 1758 по 1804 год он посвятил этому занятию более 1100 ночей. По сути, он стал первым известным в истории «охотником за кометами», обладая многими чертами, типичными для его последователей: прилежностью и энтузиазмом, которые находят выражение в неустанном поиске новых комет, дающем результат даже на несложном оборудовании. Всего Мессье наблюдал 44 кометы, из которых 15 были открыты им единолично; ещё 5 комет были обнаружены им одновременно с другими наблюдателями.
Мессье не просто открывал новые кометы: он занимался их систематическим изучением, уделяя каждой из них продолжительное внимание. Сделанные им замеры положения комет на небосводе позволяли вычислить их орбиты. Этим занимался друг Мессье, Жан де Сарон. Вычисления Сарона были крайне важны для работы Мессье: именно благодаря им он мог вновь найти ранее открытую комету.
26 января 1760 года Мессье открыл первую комету, названную его именем. За этим последовала длинная череда удач: все 8 комет, наблюдавшихся астрономами в период с 1763 по 1771 годы, были открыты именно Мессье.
Мессье осуществлял и другие наблюдения: с 1752 по 1770 год он наблюдал 93 покрытия звёзд Луной, 400 затмений спутников Юпитера, 5 солнечных затмений, 9 лунных затмений, измерил местоположение 400 звёзд. Кроме того, он наблюдал четыре прохождения Меркурия по диску Солнца и два прохождения Венеры; также он участвовал в поверке астрономических часов на побережье Нидерландов и Бельгии.
Вскоре к Мессье пришло признание научного сообщества. В 1764 году он был избран членом научных академий Англии и Голландии. Открытая им в 1769 году большая комета снискала ему признание широкой публики во Франции. Кометой заинтересовался даже король Франции Людовик XV, получивший карту с отмеченным положением кометы, нарисованную самим первооткрывателем. От Людовика XV Мессье получил своё известное прозвище le furet des comètes (буквально «кометный хорёк», на русский язык обычно переводится как «ловец комет»), так как он настолько хорошо «разорял гнёзда комет», что ни одна комета за много лет не «вылупилась из яйца», не будучи уже открытой Мессье.
В 1770 году, через две недели после открытия очередной кометы (в настоящее время обычно называемой кометой Лекселя по фамилии астронома, вычислившего её орбиту), Мессье был принят во французскую Академию наук, а затем и в остальные зарубежные научные общества. В 1771 году он также получил титул «Военно-морской астроном», ранее принадлежавший Делилю.

## 1770—1789. Взлёты и падения

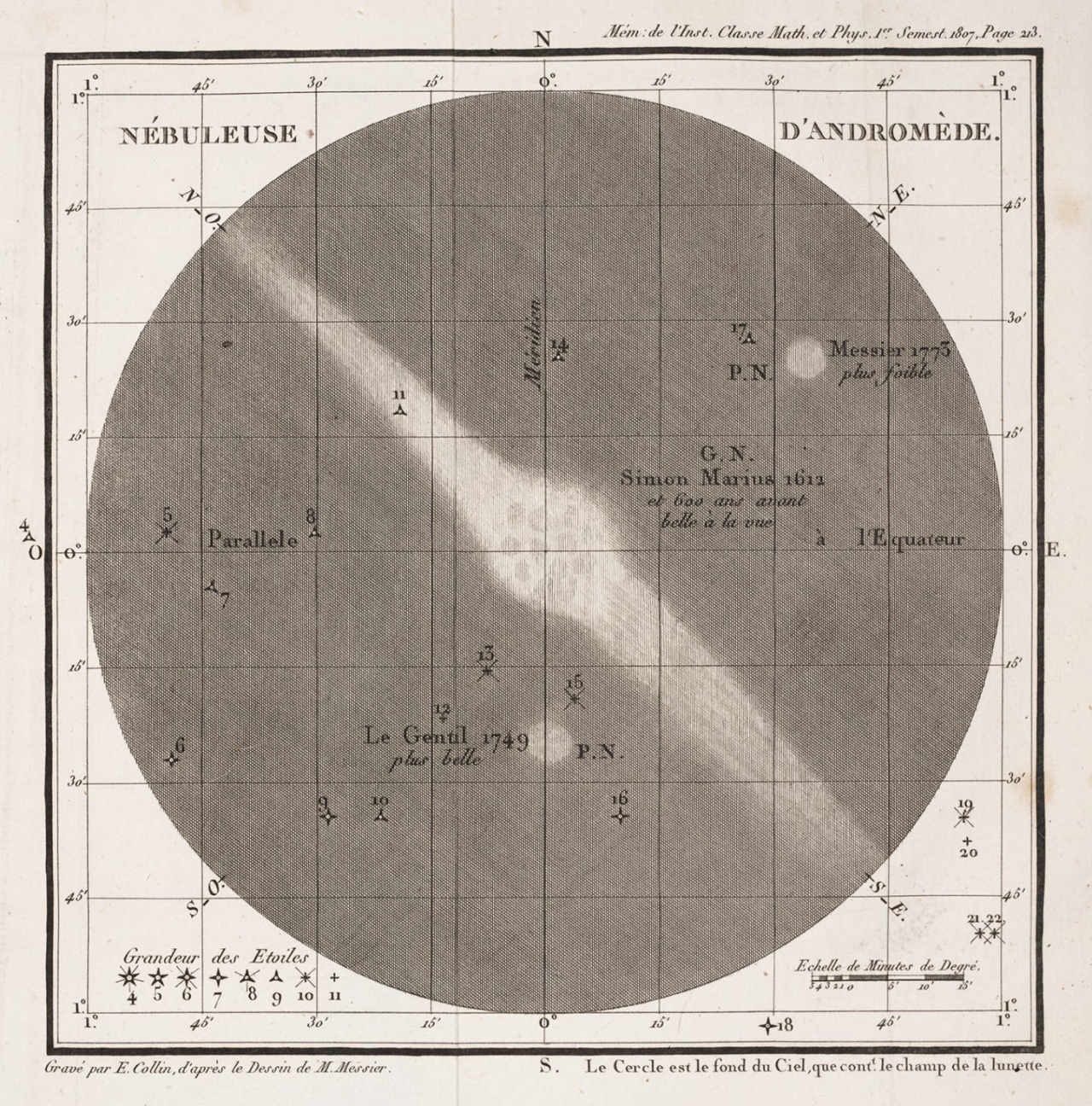
Объект M31, туманность Андромеды. Рисунок Ш. Мессье. 1807 г.

26 ноября 1770 года Мессье женился на Мари-Мадлен Дордоло де Вермошан, с которой был знаком пятнадцать лет. Брак благородной дамы и буржуа был весьма нетипичен для того времени, его сделали возможным лишь большие научные успехи Мессье.
В 1771 году Мессье открыл две новые кометы и завершил составление первой редакции своего каталога туманностей, включающего 45 объектов. 15 марта 1772 года у Мессье родился сын, Антуан-Шарль Мессье. Однако Мессье ожидал серьёзный удар: 22 марта 1772 года от родильной горячки умерла его жена, а 26 марта скончался и его сын.
Несмотря на удары судьбы, Мессье продолжал интенсивно работать. В день смерти сына он начал наблюдения за новой кометой, открытой Монтенем, а в августе 1772 года совершил поездку в Зальм, где также продолжал напряжённую работу. Встреча с семьёй помогла вернуть некий порядок в пошатнувшуюся личную жизнь Мессье: при возвращении в Париж его сопровождали Жозеф-Гиацинт, его племянник, и Барбе, его сестра.

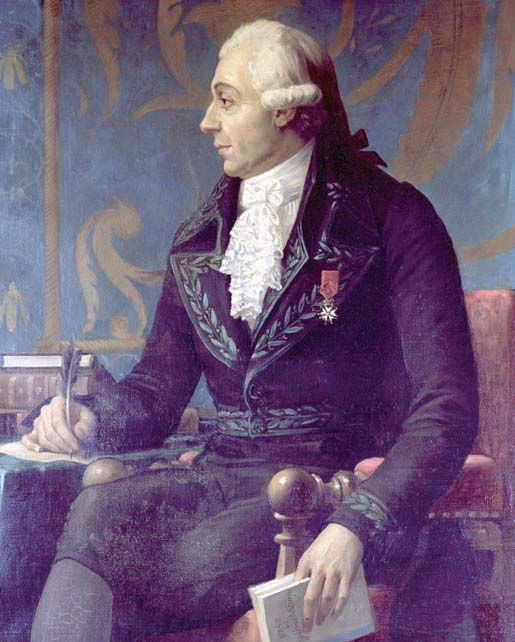
Пьер Мешен.

Мессье продолжал наблюдения и в 1780 году опубликовал вторую редакцию каталога туманностей, включавшую уже 68 объектов. Каталог продолжал пополняться, несмотря на то, что в него включались лишь объекты, которые случайно попадали в поле зрения Мессье в процессе «охоты за кометами». Третья редакция каталога, в которой содержались описания 103 объектов, была выпущена в 1781 году. Многие из включённых в неё объектов были открыты не самим Мессье, а его новым сотрудником Пьером Мешеном. Третья редакция каталога стала последней.
Мессье был одним из первых астрономов, наблюдавших планету Уран. Именно к Мессье обратился её первооткрыватель Гершель с просьбой проверить, не является ли увиденный им объект новой кометой. Измерения Мессье и вычисления Сарона позволили определить орбиту этого объекта, который оказался ранее неизвестной планетой.
Вскоре Гершель перенял у Мессье эстафету первооткрывателя новых туманностей: использование более совершенной, чем у Мессье, аппаратуры и систематические поиски позволили ему открыть более 2000 таких объектов.
6 ноября 1781 года трагическая случайность заставила Мессье сделать длительный перерыв в работе. Во время прогулки в парке Монсо он решил осмотреть вход в подвал здания, поскользнулся и упал с восьмиметровой высоты, сломав бедро, плечо, два ребра, запястье и потеряв много крови. Восстановление после травмы было крайне тяжёлым. Нога неправильно срослась, и её пришлось ломать снова. Лишь через год Мессье смог приступить к наблюдениям (12 ноября 1782 года он наблюдал прохождение Меркурия по диску Солнца); до конца жизни он хромал. Гершель отмечал, что Мессье так и не удалось полностью восстановиться после этого несчастного случая.

## 1789—1817.Великая французская революция. Закат
14 июля 1789 года восставший народ взял штурмом тюрьму Парижа — Бастилию. За падением тюремных стен последовало падение устоявшегося порядка жизни — в том числе и для Мессье. Развал военно-морского флота обусловил прекращение финансирования его обсерватории. Мессье помогала продолжать наблюдения лишь поддержка его коллеги Лаланда, ставшего директором учреждения, которое ранее было Королевской обсерваторией Парижа.
Затем последовали и другие удары: в 1793 году были распущены все академии, а 20 апреля 1794 года был казнён де Сарон, который до последнего момента занимался вычислением орбит комет, открытых Мессье. Аннексия Зальма поставила в тяжёлое положение семью Мессье, находившуюся в тесной зависимости от местного дворянства.
Термидорианский переворот и окончание революционного террора принесли некую устроенность в жизнь Мессье. В 1795 году он вошёл в число членов вновь созданного Национального института науки и искусств, а в 1796 году вошёл в число астрономов Бюро долгот. В 1806 году Наполеон I пожаловал Мессье крест Почётного легиона (обрадованный наградой, престарелый учёный изрядно испортил свою репутацию, заявив о том, что большая комета 1769 года возвестила рождение будущего императора Франции).

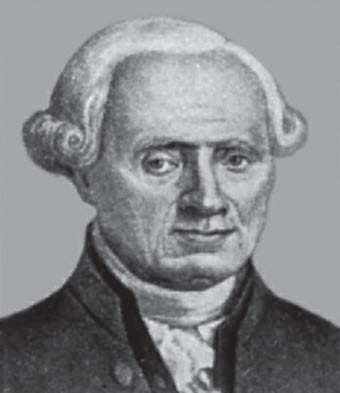
Портрет Мессье в возрасте 71 года

В 1801 году, в возрасте 71 года, Мессье открыл свою последнюю комету. Последнее наблюдение было сделано им в 1807 году, после чего его здоровье начало быстро ухудшаться. С 1808 года из-за ухудшившегося зрения он не мог уже читать и писать, а в 1812 году его парализовало на одну сторону.
Мессье умер 11 апреля 1817 года в возрасте 86 лет. Он был похоронен на кладбище Пер-Лашез. В похоронной речи Деламбр, секретарь воссозданной Королевской академии наук, сказал следующее:
Он не написал ни одной книги, ни одного трактата, общего или частного, но его наблюдения ещё долгое время будут оставаться в сокровищнице Академии. Его знаменитый коллега Лаланд создал в его честь созвездие, единственное, носящее имя астронома. Оно будет хранить память о нём, но имя его навечно останется в науке независимо от этого дружеского чествования: оно останется вписанным в каталоге комет, куда оно входит настолько же часто, насколько и обоснованно.

## Созвездие «Хранитель урожая»
В честь Мессье в 1775 году астроном Лаланд предложил созвездие Хранитель Урожая (лат. Custos Messium), в настоящее время отменённое.
В своём посвящении Лаланд отмечал: «Это название всегда будет напоминать астрономам будущего о мужестве и прилежности нашего трудолюбивого наблюдателя Мессье, который с 1757 года, похоже, занят одним делом: патрулированием неба в поисках комет».
На картах звёздного неба оно изображалось в виде стража, наблюдающего за полем пшеницы, и нередко подписывалось французским именем «Мессье». Оно находилось между созвездий Жираф, Кассиопея и Цефей, около также впоследствии отменённого созвездия Северный Олень.
Сам Мессье считал, что Лаланд выбрал эту область неба потому, что в ней была открыта комета 1774 года. Эта комета была единственной за 14 лет, которые прошли после смерти жены Мессье, открытой не Мессье, — что было достаточно большим ударом для него.

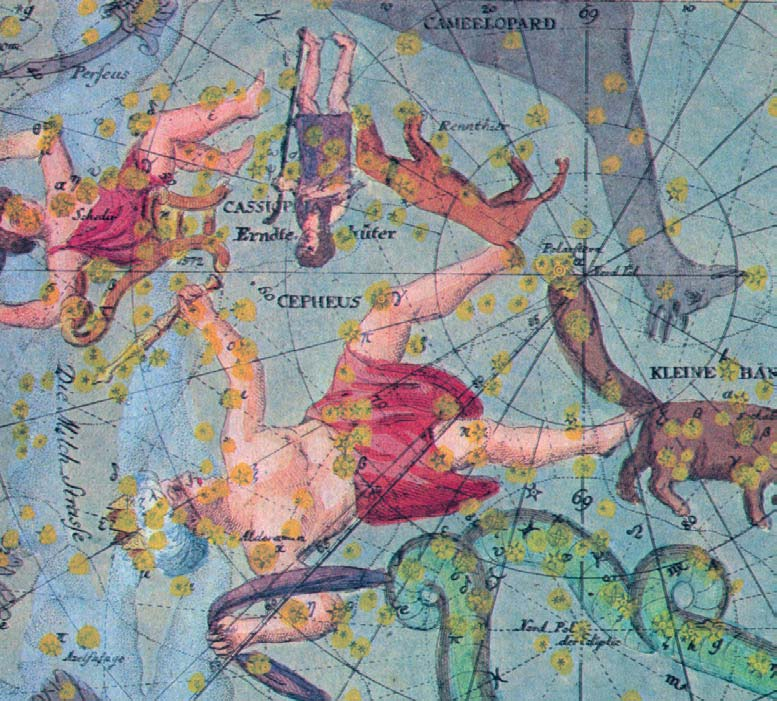
Созвездие «Хранитель урожая» (на спине у Жирафа, рядом с Северным Оленем)

## Кометы, открытые Мессье
- C/1760 B1 (Messier)
- C/1763 S1 (Messier)
- C/1764 A1 (Messier)
- C/1766 E1 (Messier)
- C/1769 P1 (Messier)
- D/1770 L1 (Lexell)
- C/1771 G1 (Messier)
- C/1773 T1 (Messier)
- C/1780 U2 (Messier)
- C/1788 W1 (Messier)
- C/1793 S2 (Messier)
- C/1798 G1 (Messier)
- C/1785 A1 (Messier-Mechain) — совместно с П. Мешеном